# Listă cronologică de gravori francezi
Această listă cronologică de gravori francezi cuprinde nume de gravori francezi, începând cu Evul Mediu până în secolul al XXI-lea.

## Renaștere

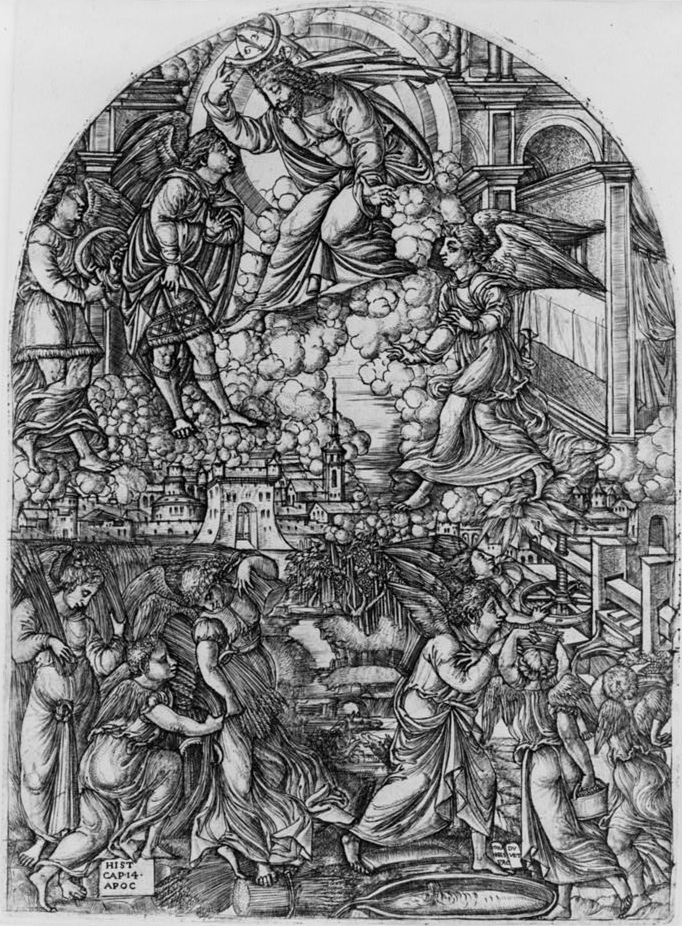
Apocalypsa (1550–1560), Jean Duvet

- Geoffroy Tory (1480-1533), umanist și gravor
- Jean Duvet (~1485-~1570) gravor
- Jean Rabel (1545-1603), pictor și gravor
- Jean Cousin cel tânăr (1490-1561) pictor, gravor, sculptor
- Jacques Patin (activ în anii 1580), gravor)
- Jacques de Barbary (secolul al XVI-lea), pictor și gravor
- Jean Perrissin (activ în jurul anului 1570), pictor și gravor
- Jacques Tortorel (activ în jurul anului 1570), gravor
- Thomas de Leu (1560-1612), gravor
- Jacques Bellange (1575-1616) (Lorena) gravor
- Daniel Rabel (1578-1637), pictor și gravor

## Secolul al XVII-lea
- François Perrier (1590-1650), pictor și gravor
- Jacques Callot (1592-1635) (Lorena) gravor
- Claude Mellan (1598-1688), pictor, desenator și gravor
- Balthasar Moncornet (1600-1668), pictor și gravor
- Abraham Bosse (1602-1676) gravor
- Jean Varin (1604-1672), sculptor și gravor
- Nicolas Robert (1614-1685), miniaturist și gravor
- François Chauveau (1613-1676), desenator, gravor și pictor
- Michel Dorigny (1617-1663), pictor și gravor
- Jean Le Pautre (1618-1682), desenator și gravor
- Albert Flamen (1620-1674), gravor
- Israël Sylvestre (1621-1691) (Lorena) gravor
- Robert Nanteuil (1623-1678), gravor, desenator și pastelist
- Gabriel Pérelle (1604-1677) gravor
- Adam Pérelle (1640-1698) gravor, desenator
- Girard Audran (1640-1703), gravor
- Michel Mollart (1641-1712), medalist și gravor pe cupru
- Nicolas de Fer (1646-1720), gravor-geograf
- Jean Mauger (1648-1712), medalist și gravor pe cupru
- Gérard Edelinck (1649-1707), gravor
- Jacques Restout (1650-1701), pictor
- Louis Dorigny (1654-1742), pictor și gravor
- Eustache Restout (1655-1743), arhitect, gravor și pictor

## Secolul al XVIII-lea
- Nicolas Dorigny (1658-1746), pictor și gravor
- Pierre Drevet (1664-1738) gravor
- Étienne Jehandier Desrochers (1668-1741), gravor
- François-Julien Barier (1680-1746), gravor
- Charles Dupuis (gravor) (1685-1742), gravor
- Jean-Baptiste Oudry (1686-1755), pictor și gravor
- Anne Claude Philippe de Pestels de Lévis de Tubières-Grimoard, conte de Caylus (1692-1765), arheolog, om de litere și gravor
- Pierre-Jean Mariette (1694-1774), librar și gravor
- Nicolas-Gabriel Dupuis (1695-1771), gravor
- Pierre Imbert Drevet (1697-1739), gravor
- François Boucher (1703-1770) pictor, gravor
- Jacques-Philippe Le Bas (1707-1783), gravor
- Noël Hallé (1711-1781), pictor și gravor
- Pierre-Simon Fournier (1712-1768), gravor și turnător de caractere tipografice
- Jean-Baptiste Marie Pierre (1714-1789), pictor, gravor, desenator
- Jean-Joseph Balechou (1715-1765), gravor
- Jacques Guay (1715-1787), gravor în pietre fine
- Charles-Nicolas Cochin (1715-1790), gravor și desenator
- Joseph-Marie Vien (1716-1809), pictor, desenator și gravor
- Carmontelle (1717-1806), arhitect-peisagist, autor dramatic, pictor, desenator, gravor
- Claude-Henri Watelet (1718-1786), om de litere, colecționar, critic de artă, poet, dramaturg, pictor, acvafortist și gravor
- Étienne Ficquet (1719-1794), gravor
- Charles Eisen (1720-1778), pictor și gravor
- Charles-Germain de Saint-Aubin (1721-1786), gravor, brodeur
- Pierre-François Basan (1723-1797), gravor
- Jean Ouvrier (1725-1754), gravor
- Guillaume Nicolas Delahaye (1725-1802), gravor-geograf
- Jacques Aliamet (1726-1788), gravor
- Nicolas Ozanne (1728-1811), desenator de marină și gravor
- Jacques Firmin Beauvarlet (1731-1797), gravor
- Hubert Robert (1733-1808), pictor, gravor
- Benoît-Louis Prévost (1735-1804), gravor
- Jean-Pierre Houël (1735-1813), gravor, desenator și pictor
- Simon Charles Miger (1736-1828), gravor
- Jean-Jacques de Boissieu (1736-1810), gravor lyonez
- Marin-Nicolas Jadoulle (1736-1805), gravor și sculptor
- Pierre Ozanne (1737-1813), gravor și ingier maritim
- Louis-Gabriel Monnier (1739-1804), medalist și gravor cu acul
- Jean-Jacques Paulet (1740-1826), acuarelist și gravor
- Jean-Michel Moreau (zis cel Tânăr) (1741-1814) gravor
- Yves-Marie Le Gouaz (1742-1816), gravor
- François Godefroy (1743-1819), gravor
- Antoine Borel (1743-1810), pictor, desenator și gravor
- François-Rolland Elluin (1745-1810), gravor
- Gérard van Spaendonck (1746-1822), pictor și gravor
- Vivant Denon (1747-1825), diplomat și administrator, scriitor și gravor
- Augustin Dupré (1748-1833), gravor
- Charles Eschard (1748-1810), pictor, desenator și gravor
- Pierre Bulliard (1752-1793), gravor, acuarelist, medic, botanist, micolog
- Michel-François Dandré-Bardon (1752-1809), pictor, desenator și gravor
- Philibert-Louis Debucourt (1755-1832), pictor și gravor
- Charles Clément Balvay (1756-1822), gravor
- François-Nicolas Martinet (~1760-1800), inginer și gravor

## Secolul al XIX-lea (de la romantism la impresionism)

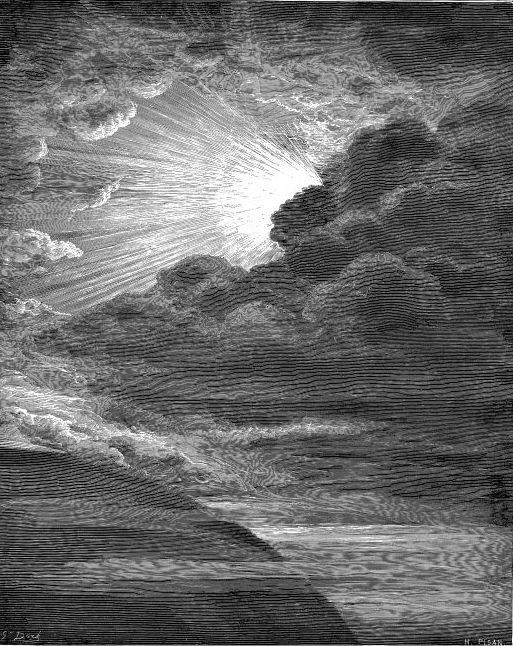
Facerea luminii, gravură de Gustave Doré.

- Jean Achard (1807-1884), pictor și gravor
- André Galle (1761-1844), gravor
- Louis Léopold Boilly (1761-1845), pictor, desenator și gravor
- Louis Albert Guislain Bacler d'Albe (1761-1824), pictor, gravor, cartograf al lui Napoléon
- Louis-Jean Allais (1762-1833), pictor și gravor
- Jean-Jérôme Baugean (1764-1830), pictor și gravor
- Louis-Pierre Baltard (1764-1846), arhitect, gravor și pictor
- Pierre Audouin (1768-1822), gravor
- Louis-François Lejeune (1775-1848), pictor și gravor
- Pierre Bouillon (1776-1831), gravor și pictor
- Eustache-Hyacinthe Langlois (1777-1837) pictor, desenator și gravor
- Auguste Gaspard Louis Desnoyers (1779-1857), gravor
- Théodore Richomme (1785-1849), gravor
- François Forster (1790-1872), gravor
- Nicolas-Toussaint Charlet (1792-1845), pictor și gravor
- Jean-Alexandre Allais (1792-1850), gravor
- Léon Cogniet (1794-1880), pictor, portretist și litograf
- Paul Letarouilly (1795-1855), arhitect, cartograf și gravor
- Jean-Denis Nargeot (1795-1865), gravor
- Godard II d'Alençon (1797-1864), gravor pe lemn, tipograf, librar și editor
- Louis-Henri Brévière (1797-1869), gravor
- Louis-Pierre Henriquel-Dupont (1797-1892), gravor și desenator
- Pierre-François Godard fiul (1797-1864), gravor și litograf
- Nicolas Eustache Maurin (1799-1850), gravor
- Charles Philipon (1800-1862), desenator, litograf, jurnalist și editor
- Achille Devéria (1800-1857) pictor, gravor
- Tony Johannot (1803-1852), gravor, ilustrator și pictor
- Grandville (Jean Ignace Isidore Gérard, zis) (1803-1847) gravor
- Auguste Raffet (1804-1860), desenator și gravor
- Eugène Isabey (1804-1886), pictor, acuarelist și litograf
- Espérance Langlois (1805-1864), pictoriță și gravor
- Louis Godefroy Jadin (1805-1882), pictor animalier și peisagist
- Louis Marc Bacler d'Albe (1805-1887), desenator, pictor și litograf
- Honoré Daumier (1808-1879) pictor, gravor
- Karl Bodmer (1809-1893), grafist, litograf, desenator, ilustrator și pictor
- Adolphe Maugendre (1809-1895), litograf și gravor
- Polyclès Langlois (1813-1872), gravor, desenator și pictor
- Charles Blanc (1813-1882), istoric, critic de artă și gravor
- Charles Jacque (1813-1894), pictor animalier și gravor
- Léon Gaucherel (1816-1886) gravor
- Charles Marville (1816-1879) pictor, gravor, fotograf
- Charles-André Malardot (1817-1879), pictor, acvafortist și gravor
- Aimé de Lemud (1817-1887), pictor, gravor, litograf și creator de statui
- Amédée Varin (1818-1883) gravor
- Jacques Adrien Lavieille (1818-1862), gravor pe lemn
- Alphonse Leroy (1820-1902), gravor
- Charles Meryon (1821-1868) gravor
- Hector Giacomelli (1822-1904), pictor, acuarelist, ilustrator și gravor
- Ovide Gautier (1822-1896) gravor
- François Chifflart (1825-1901), pictor și desenator
- Pierre-Auguste Lamy (1827-1880), gravor, litograf și acuarelist
- Émile Frédéric Nicolle (1830-1894), pictor și gravor
- Adolphe Bellevoye (1830-1908), desenator și gravor
- Léopold Flameng (1831-1911), gravor, ilustrator și pictor
- Gustave Doré (1832-1883) gravor
- Edgar Degas (1834-1917), pictor, gravor, sculptor și fotograf
- James Tissot (1836-1902), pictor și gravor
- Henri Fantin-Latour (1836-1904), pictor și litograf
- Jules Chéret (1836-1932), pictor, afișist și litograf
- Alphonse Legros (1837-1911), pictor și gravor
- Adolphe Lalauze (1838-1905), vignetist, ilustrator, pictor și gravor
- Jules-Clément Chaplain (1839-1909), gravor
- Ernest Paulin Tasset (1839-1919? 1921?), gravor
- Odilon Redon (1840-1916) pictor, gravor și pastelist
- Edme-Jean Pigal (1798-1872), pictor, gravor, litograf.

## Secolul al XIX-lea (de la impresionism la fauvism)

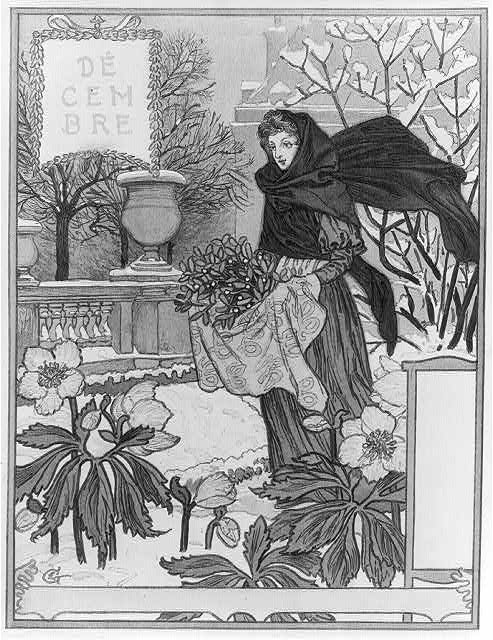
Decembrie (1895), gravură pe lemn de Eugène Grasset

- Edgar Degas (1934-1917), pictor, sculptor și gravor
- Léon Barillot (1844-1929), gravor și pictor
- Jules Adeline (1845-1909), istoric, desenator,  arhitect și gravor
- Eugène Grasset (1845-1917), gravor, afișist și decorator
- Oscar Roty (1846 - 1911), grafician, gravor
- Pierre Georges Jeanniot (1848-1934), pictor, desenator, acuarelist și gravor
- Eugène-André Champollion (1848-1901), gravor
- Eugène Carrière (1849-1906), pictor și litograf
- Henri Toussaint (1849-1911), pictor, ilustrator și gravor
- Auguste Lepère (1849-1918), pictor și gravor
- Jean-Louis Forain (1852-1931), pictor, ilustrator și gravor
- Adolphe Léon Willette (1857-1926), ilustrator, caricaturist și gravor
- Théophile Alexandre Steinlen (1859-1923), pictor, desenator și litograf
- George Auriol (1863-1938), jurnalist, poet, șansonetist, pictor și gravor
- Félix Vallotton (1865-1925) (Elvețian, a lucrat în Franța.) pictor, gravor
- Henri Bellery-Desfontaines (1867-1909), pictor, ilustrator, afișist, litograf, desenator, arhitect și gravor
- Edmond-Émile Lindauer (1869 - 1942) gravor
- Jean Coraboeuf (1870-1947) pictor și gravor
- Edgar Chahine (1874-1947), pictor, ilustrator și gravor
- René Péan (1875-1955), pictor și litograf
- Charles Dufresne (1876-1938), pictor, gravor și decorator

## Secolul al XX-lea, înainte de al Doilea Război Mondial
- Félix Rasumny (1869-1940), desenator, sculptor și gravor
- Jacques Villon (1875-1963), pictor și gravor
- Adolphe Beaufrère (1876-1960), pictor și gravor
- Jean Émile Laboureur (1877-1943), pictor, desenator, gravor și ilustrator
- Raoul Dufy (1877-1953), pictor, desenator, ilustrator, ceramist, decorator și gravor
- Pierre-Alexandre Morlon (1878-1951), gravor-medailist
- Paul Adrien Bouroux (1878-1967), pictor, ilustrator și gravor
- Jean Frélaut (1879-1954), pictor, gravor și ilustrator
- Raymond Renefer (1879-1957), pctor și gravor
- Henry Cheffer (1880-1957), pictor și gravor
- Maurice Victor Achener (1881-1963), pctor și gravor
- Raoul Serres (1881-1971), ilustrator și gravor cu acul
- Marie Laurencin (1883-1956), pictoriță și gravor
- Jean Metzinger (1883-1956) pictor, gravor
- André Lavrillier (1885-1958), gravor
- Charles Forget (1886-1960) pictor, gravor
- Raymond Renefer pictor, gravor
- Edmond-Marie Poullain (1878-1951), pictor și gravor

## Secolul al XX-lea, după al Doilea Război Mondial
| - Henri-Georges Adam (1904-1967), gravor și sculptor - Pierre Albuisson (1952-), desenator și gravor - Yves Alix (1890-1969), pictor, gravor - Mario Avati (1921-2009), gravor - Louttre.B (1926-2012), pictor și gravor - Hervé Baille (1896-1974), desenator și gravor - André Barre (secolul al XX-lea), gravor - Hans Bellmer, născut în Germania (1902-1975), sculptor, fotograf, gravor - Pierre Béquet (1932-), desenator și gravor - Jean Bertholle (1909-1996), pictor - Gérard Blanchard (1927-1998), tipograf, universitar și gravor - Jacques Boullaire (1893-1978), desenator, pictor și gravor - Elsa Catelin (1975-), gravor - Jean Chièze (1898-1975), gravor pe lemn - René Cottet (1902-1992), pictor și gravor - Pierre Courtin (1921-), pictor și gravor - Lucien Coutaud (1904-1977), pictor și gravor - Albert Decaris (1901-1988), pictor și gravor - Xavier Degans (1949-), pictor, sculptor, mozaist și litograf - Érik Desmazières (1948-), gravor - Francis Domenget (1926-1993), gravor - Christian d'Espic (1901-1978), pictor-gravor - Jean Feugereux (1923-1992), pictor-gravor - Marcel Fiorini (1922-), pictor și gravor - Albert Flocon (1909-1994), gravor, teoretician și istoric al gravurii - Pierre Forget (1923-2005), gravor - Johnny Friedlaender (1912-1992), pictor și gravor - André Léon Galtié (n. 1908), gravor și medalist - Pierre Gandon (1889-1990), gravor de mărci poștale, desenator, pictor - Henri Goetz (1909-1989), pictor și gravor - Cécile Guillame (1933-2004), gravor | - André Jacquemin (1904-1992), pictor și gravor - Joaquin Jimenez (n. 1956), gravor de monede - Michel King (1930-), pictor și gravor - Ariane Laroux (1957-), portretist, pictor și gravor - André Lavergne (n. 1946-), gravor - Max Leognany (1913-1994), pictor, gravor, sculptor - Jacques Le Maréchal (1928-), poet, pictor, gravor - Erik Levesque (1960-), videast, pictor și gravor - Ève Luquet (1954-), desenatoare și gravor - Jeanne Malivel (1895-1926), decoratoare și gravor - Alfred Manessier (1911-1993), pictor - Maoual (1959-), pictor și gravor - Philippe Mohlitz (1941-), gravor - Gen Paul (1898-1975) pictor și gravor - Jean Picart Le Doux (1902-1982), pictor și gravor - Édouard Pignon (1905-1993), pictor și gravor - Jean Plichart (1950-2006), pictor și gravor - René Quillivic (1925-), gravor - Alfred Georges Regner (1902-1987), pictor și gravor - Cécile Reims (1927-), gravor - Jean-Claude Reynal (1938-1988), desenator și gravor - Théo Schmied (1900-1985), gravor - Jean-Baptiste Sécheret (născut în 1957), desenator, gravor și pictor - Louis-Joseph Soulas (1905-1954), pictor-gravor - Pierre-Yves Trémois (1921-), pictor, gravor și sculptor - Gérard Trignac (1955-), desenator și gravor - Pierre Turin (1891-1968), gravor-medalist - Raoul Ubac (1910-1985), pictor - Jean-Pierre Velly (1943-1990), desenator, gravor și pictor - Louis Vuillermoz (1923-), pictor și litograf - Zao Wou-Ki (1921-2013), pictor, caligraf, sculptor, gravor |

## Secolul al XXI-lea
- Fabienne Courtiade (n. 1970), gravor de monede, sculptoriță
- Laurent Jorio (n. 1973), gravor de monede, designer

<!—AVEM RUGĂMINTEA SĂ RESPECTAȚI ORDINEA CRONOLOGICĂ ATUNCI CÂND ADĂUGAȚI NUME:-->